# 方江山
方江山（1965年8月—），男，汉族，浙江淳安人，中华人民共和国新闻工作者，曾任中央政策研究室副秘书长、文化研究局局长，现任人民日报社副总编辑。
1988年毕业于北京大学中国语言文学系古典文献专业，1999年在职取得北京大学政治学与行政管理系政治学理论专业法学博士学位。